# Melasina interscissa
Melasina interscissa är en fjärilsart som beskrevs av Edward Meyrick 1924. Melasina interscissa ingår i släktet Melasina och familjen säckspinnare. Inga underarter finns listade i Catalogue of Life.